# Синцов Іван Федорович
Іва́н Фе́дорович Синцо́в (нар. 30 березня (11 квітня) 1845, с. Засіллі Могильовська губернія, Російська імперія — пом. 6 (19) липня 1914, Санкт-Петербург, Російська імперія) — геолог, палеонтолог, гідрогеолог,  один з перших дослідників крейдяних відкладень Поволжя. У 1871—1900 професор Новоросійського університету (нині — Одеський національний університет імені І. І. Мечникова)

## Біографія
Народився 30 березня (11 квітня) 1845 р. у військовому поселенні в с. Засіллі (рус. Заселие (Заселье, Заселле)) Могильовської губернії. Коли йому виповнилося три роки, сім'я переїхала у м. Саратов.
По закінченню саратовській гімназії у 1864 р. вступив до Казанського університету на природниче відділення фізико-математичного факультету. Після закінчення був залишений для підготовки до професорського звання. 27 травня 1868 р. Синцову було присвоєно ступінь кандидата природничих наук.
17 червня 1869 р. після оприлюднення перших змістовних наукових робіт І. Ф. Синцов був призначений приват-доцентом геології та палеонтології, а з 27 березня 1870 р. – зберігачем Геологічного кабінету.
У 1871 р. І. Ф. Синцов захистив дисертацію «Мезозойские образования Общего Сырта и некоторых прилежащих пунктов», після чого 29 березня 1871 р. був затверджений у ступені магістра мінералогії і геогнозії.
31 липня 1871 р. Синцов був обраний на кафедру геогнозії і палеонтології Новоросійського університету спочатку в якості доцента. У 1872 р., після захисту дисертації «Об юрских и меловых окаменелостях Саратовской губернии», отримав ступень доктора геології. В квітні 1872 р. він став екстраординарним, а з липня 1873 р. – ординарним професором по кафедрі геогнозії і палеонтології Новоросійського університету та завідувачем Геологічного кабінету. У зв'язку з цим він був відряджений за кордон для огляду та вивчення досвіду організацій палеонтологічних музеїв в Дрездені, Берліні, Бонні, Гейдельберзі, Мюнхені, Відні.
І. Ф. Синцов з 1870 р. був членом Санкт-Петербурзького Мінералогічного Товариства, з 1871 р. – Товариства дослідників природи при Новоросійському університеті, з 1877 р. – Товариства любителів природознавства, антропології та етнографії при Московському університеті.
За свою тривалу викладацьку діяльність Іван Федорович читав курс геології, але двічі йому довелося читати курс мінералогії. Сталося це, коли пішов з університету М. В. Єрофеєв у 1871 р., та після відставки М. О. Головкинського у 1885 р.
У 1900 р. І. Ф. Синцов вийшов у відставку і переїхав до Санкт-Петербургу, зайнявши посаду гідрогеолога при Міністерстві фінансів, де займався питаннями, пов'язаними з водопостачанням державних винних складів. Одночасно він виконав велику роботу по опису колекцій Геологічного музею імені Петра Великого ІАН, перш за все, раннемелових амонітів з півострова Мангишлак, яку зібрав топограф Г. Насібянц. Музей, після смерті І. Ф. Синцова, придбав його колекції мезозойських відкладів Поволжя і третинних відкладень Бессарабії і Херсонської губернії.
У 1914 р. вийшла остання палеоботанічна робота професора І. Ф. Синцова про міоценову флору Туркменістану.
І. Ф. Синцов був нагороджений Орденом Св. Анни 2 ступеню та Орденом Св. Станіслава 2 ступеню.
Помер Іван Федорович Синцов 6 (19) липня 1914 р. у Санкт-Петербурзі після нетривалої хвороби, через яку у нього розвинувся порок серця.Був похований в Одесі на другому християнському цвинтарі, могила не зберіглася.

## Наукова діяльність
І. Ф. Синцов був одним з перших їх дослідників палеогенових відкладень Поволжя та їх фауни. У 1866 р. він приступив до вивчення юрських і крейдяних відкладень Саратовського Поволжя, а потім і палеогенових і неогенових відкладень півдня Європейської Росії, на той час практично невивчених. У 1870 р. була опублікована його перша робота «Геологический очерк Саратовской губернии», в якій він зробив висновок про поділ крейдяних утворень на дві групи – піщану і мергельно-крейдяну. У 1872 р він, в доповненні до цієї роботи, опублікував палеонтологічний опис копалин «Об юрских и меловых окаменелостях Саратовской губернии». З переходом до Новоросійського університету він став приділяти багато часу геології Бессарабської і Херсонській губернії. Синцов вперше встановив і охарактеризував з точки зору палеонтології відкладення нижнього і середнього сармата, меотичного і куяльницького ярусів, зазначивши своєрідність фауни пісків у с. Бабеля (нині – с. Озерне на озері Ялпух) і в районі цегляних заводів на лівому схилі Хаджибейського лиману в околицях Одеси.
У 1883 р., за дорученням Геологічного комітету, І. Ф. Синцов провів геологічну зйомку у Саратовській губернії і прикордонних територіях Області Війська Донського (нині Волгоградська область) в межах 93-го листа Загальної карти Росії, пізніше – в області 92-го листа. При проведенні геологічної зйомки в межах 93-го листка він допустив істотні помилки, прийнявши юрські відкладення за ніжнемелови. В межах 92-го листа він пропустив при геологічній зйомці кам'яновугільні, ніжнекелловейскі, среднекелловейскі і батскі (середня юра) відкладення. В цей же час ним були відкриті куяльницькі товщі, описані численні різновиди зкам'янілостей сарматських, перехідних (меотичних), понтичних, куяльницьких шарів.
За час перебування в Одесі І. Ф. Синцов продовжував допрацьовувати свої «волзькі» геологічні матеріали. За завданням Геологічного комітету Росії він склав і описав «Загальну геологічну карту Росії». Також описав багато нових окам'янілостей з мезозойських та кайнозойських відкладів Поволжя.
Під час свого перебування в Одесі, Синцов багато займався гідрогеологічними питаннями, детально вивчивши спочатку одеське градоначальство, а пізніше і весь Одеський повіт. Так, починаючи з кінця 80-х рр. XIX ст. Синцов публікує ряд статей, пов'язаних з водозабезпеченням Одеси, в яких сформував найбільш точну теорію походження Одеських зсувів, багато положень якої приймаються і сьогодні. Так, в 1894 р. він опублікував статтю «Гидрогеологическое описание Одесского градоначальства». Ця стаття привернула увагу до незадовільного стану Дністровського водогону, що втрачав на території Одеси до 15–20 % води. Організована з цього приводу комісія, у складі якої були представники Новоросійського Товариства дослідників природи, погодилася з викладеними в статті висновками і приступила до з'ясування причин появи тріщин та осідання будівель, зсувних і обвальних процесів.
Професор I. Ф. Синцов приділяв увагу також геоморфології Причорномор’я. Він довів пліоценовий час формування річкових долин Дністра і Південного Бугу на підставі вивчення фауни їх терас, вперше вказав на вік (кордон пліоцену і постпліоцену) Суклейської тераси на Дністрі, Куяльницької тераси на лівому березі Куяльницького та Хаджибейського лиманів, Тарутинської тераси над Бузьким лиманом.
На честь І. Ф. Синцова названі види палеогенових і неогенових двостулкових молюсків – Ostrea sinzowi Netschaev, 1897; Pholas sinzovi Kolesnikov, 1935; види міоценових і раннемелових черевоногих молюсків – Acmaea sinzovi Kolesnikov, 1935; Bullia sinzovi Kolesnikov, 1935; Alaria (Anchura) sinzovi Natsyi, 1916; рід раннемелових амонітів Sinzowia, Sasonova, 1958; види раннемелових амонітів Colombiceras sinzowi (Kasansky, 1914); Durrenoya sinzowi Luppov, 1949; Otohoplites sinzowi Saveliev, 1973; Toxoceras sinzowi Karakasch, 1907.

## Наукові праці
- Геологические заметки о Симбирской губернии / И. Ф. Синцов. – СПб. : тип. ИАН, 1872. – 41 с.
- Геологические исследования Одесского уезда / И. Ф. Синцов. – Одесса : тип. Шульце, 1895. – 80 с.
- Гидрогеологическое описание одесского градоначальства / И. Ф. Синцов. – Одесса : тип. Шульце, 1894. – 209 с.
- Заметки об исследованиях искусственной подпочвенной воды, появившейся около одесской водопроводной станции и большого вокзала / И. Ф. Синцов. – Б. м. : Б. г. – 22 с. – Отд. отт.: из «Зап. Нов. Общ. Естествоисп.» (1897, Т. 21, вып. 2.)
- Несколько слов по поводу брошюрки доктора Иенского университета, г. Владимира Ковалевского: «Заметка о моем магистерском экзамене» / И. Ф. Синцов. – Одесса : тип. Ульриха и Шульце, 1874. – 13 с.
- О меловых губках Саратовской губернии (дополнение к статье: Об юрских и меловых окаменелостях Саратовской губернии) / И. Ф. Синцов. – Одесса : тип. Г. Ульриха, 1878. – 40 с.
- Об одесских буровых скважинах / И. Ф. Синцов. – Одесса, 1893. – 93 с.
- Об юрских и меловых окаменелостях Саратовской губернии / И. Ф. Синцов. – СПб. : тип. ИАН, 1872. – 127 с.